# Vadsby Å
Vadsby Å også stavet Vasby Å er en å i Høje-Taastrup kommune. Åen har sin begyndelse i Kallerup, der hvor Holbækmotorvejen i dag ligger. Åen løber forbi Kallerup Rensningsanlæg, hvor den modtager renset spildevand. Herfra løber åen nordpå videre til Vadsby. Her drejer den mod nordøst. Nordvest for Sengeløse løber åen sammen med Spang Å og skifter navn til Hove Å.
55°40′22″N 12°11′59″Ø / 55.67276°N 12.19977°Ø